# يورجن بوديزيك
يورغن بوديزيك  (بالألمانية: Jürgen Boduszek)‏مواليد 27 أكتوبر 1950

وهو لاعب كرة القدم ألماني سابق.

## روابط خارجية
- يورجن بوديزيك على موقع قاعدة بيانات كرة القدم.إي يو (الإنجليزية)
- يورجن بوديزيك على موقع بيانات كرة القدم. دي إي (الألمانية)
- يورجن بوديزيك على موقع عالم كرة القدم.نت (الإنجليزية)